# Île Saint-Pierre (Bulgarie)
L'île Saint-pierre (en bulgare: остров св. Петър, ostrov sv. Petar) est une petite île bulgare de la mer Noire, avec une superficie de 0,025 km². Elle se situe au large de la côte bulgare près de la ville de Sozopol et n'est séparée que de quelques mètres de l'île Saint-Yvan.